# منصور بن جمهور
منصور بن جمهور بن حصن الكلبي من فرسان العرب المعدودين في عصر بني أمية. خرج مع يزيد الناقص على الوليد بن يزيد، وكان مع من شارك في قتل الوليد. ولاه يزيد العراق وخرسان، وقاتل الضحاك بن قيس الخارجي، ثم قام يزيد بعزله فلحق بالشام. لما ولي مروان بن محمد خرج عليه منصور بن جمهور ولحق بالسند فغلب عليها، فلما أصبحت الدولة لبني العباس قتله موسى بن كعب التميمي.